# Sant Martí de l'Armentera
Sant Martí de l'Armentera és una església del municipi de l'Armentera inclosa en l'Inventari del Patrimoni Arquitectònic de Catalunya.

## Descripció
L'església de Sant Martí de l'Armentera és una aïllada gairebé en la seva totalitat, amb una sola nau, creuer i capelles laterals. L'absis és pentagonal i té un petit rosetó a la part superior. La decoració de tota l'església és neoclàssica tal com queda reflectit a les pilastres amb capitells corintis amb fust llis i una base quadrada, que trobem a cada costat de les quatre capelles laterals que hi ha a banda i banda de l'església. Aquestes capelles estan inscrites en arcs de mig punt amb volta d'aresta al seu interior. Les pilastres sostenen una cornisa que sosté alhora la volta de canó amb llunetes de l'església. Sobre les capelles laterals hi ha unes obertures en arc de mig punt que corresponen al trifori de l'església que uneix els dos costats a la part posterior de l'edifici i acaba a les dues capelles laterals més properes a l'absis. La façana de l'església és senzilla, totalment arrebossada, que impedeix veure'n l'aparell, i només en trenquen l'harmonia la porta d'entrada, el rosetó i les petites finestres que pertanyen a l'escala del campanar. L'accés a l'església es fa a través d'una porta de mig punt emmarcada per motllures amb base quadrada. A aquesta porta s'hi arriba a través de tres graons formats per carreus. A on sí que podem veure l'aparell, és a les dues cantonades de la façana gràcies a l'encoixinat de carreus. Un altre element de la façana a on veiem l'aparell és al campanar, que és octogonal i amb obertures de mig punt que actualment es troben tapiades parcialment. L'últim element a destacar és una creu cèltica que es troba a la intersecció de la coberta a dues aigües just al centre de la façana. Al costat esquerre de l'església sobresurt el transsepte de l'església i en una de les parets veiem una filada de carreus rectangulars que pertanyen a les restes romàniques de l'església. El mur lateral dret com el mur posterior no estan arrebossats. Cal destacar del mur posterior els contraforts i el teulat a quatre vessants de la coberta de l'absis, a diferència de la resta de l'església que és a dues vessants.

## Història
Hi ha referències documentals de l'església de Santa Maria de l'Armentera del segle X: 974 i 982.
L'edifici actual és del segle xix sobre una base dels segles xii i xiii.